# 에디손 멘데스
에디손 비센테 멘데스 멘데스(스페인어: Édison Vicente Méndez Méndez, 1979년 3월 16일 ~ )는 에콰도르의 전 축구 선수로, 포지션은 윙어와 공격형 미드필더이다.
멘데스는 에콰도르의 소시에다드 데포르티보 키토 (Sociedad Deportivo Quito)에서 선수 생활을 시작하였다. 2002년 FIFA 월드컵 크로아티아와의 조별리그 최종전에서 결승골을 넣고 팀의 1-0 승리를 이끌었으며, 이러한 활약 이후 잉글랜드 프리미어리그의 애스턴 빌라와 에버턴이 그에게 관심이 있다는 소문이 있기도 했다.
2002년 ~ 2003년 한 시즌간 CD 엘 나시오날 (Club Deportivo El Nacional)에서 활약했으며, 2004년 시즌 후반, 멕시코 프리메라 디비시온의 데포르티보 이라푸아토 (Deportivo Irapuato)로 이적하였다. 첫 시즌에 16경기에서 5골을 기록했으며, 이듬해 이라푸아토가 강등되자, 멘데스는 같은 리그의 산토스 라구나로 자리를 옮겼다. 산토스 라구나에서는 14경기에서 2골을 넣었다.
2005년, 그는 에콰도르 아페르투라 (전기 리그)에서 LDU 키토의 우승에 공헌하였다. 그리고 2006년 FIFA 월드컵에 출전하였으며, 월드컵 이후 네덜란드 에레디비시의 PSV 에인트호번과 3년 반의 계약을 체결하였다. 에레디비시 데뷔전은 빌럼 II과의 경기였으며, 새로운 클럽에서 2골을 성공시키면서 팀의 3-1 승리를 이끌었다. UEFA 챔피언스리그 데뷔전은 리버풀과의 경기였는데, 이는 에콰도르인으로선 처음으로 UEFA 챔피언스리그 경기를 뛴 것이었다. 멘데스는 이 경기의 맨 오브 더 매치에 선정되었다.
2007년 3월, UEFA 챔피언스리그 16강전에서 아스널을 상대로 골을 넣으면서, 에콰도르인으로선 처음으로 UEFA 챔피언스리그에서 득점하였다. 멘데스는 티미 시몬스, 베테랑 필립 코퀴와 함께 팀을 이끌며, PSV 에인트호번의 8강 수성에 공헌하였다.
멘데스는 2009년 8월, 과거에 뛰었던 팀 LDU 키토로 돌아와 한 시즌간 뛰었고, 2010년 3월 브라질 세리에 A의 아틀레치쿠 미네이루로 이적하였다.

## 경력
- 2001년 코파 아메리카 국가대표
- 2002년 CONCACAF 골드컵 국가대표
- 2002년 FIFA 월드컵 국가대표
- 2004년 코파 아메리카 국가대표
- 2006년 FIFA 월드컵 국가대표
- 2007년 코파 아메리카 국가대표
- 2011년 코파 아메리카 국가대표
- 2014년 FIFA 월드컵 국가대표

## 수상
- 2002년 FIFA 월드컵 조별리그 맨 오브 더 매치 (vs 크로아티아)

## 같이 보기
- A매치 100경기 이상 출전한 축구 선수 명단